# Editura ALLFA
ALLFA este o editură din România, parte a grupului ALL. 

## Colecții
1. Biblioteca de buzunar